# Уилмар (тауншип, Миннесота)
Уилмар (англ. Willmar) — тауншип в округе Кандийохай, Миннесота, США. На 2000 год его население составило 661 человек.

## География
По данным Бюро переписи населения США площадь тауншипа составляет 59,8 км², из которых 59,6 км² занимает суша, а 0,2 км² — вода (0,26 %).

## Демография
По данным переписи населения 2000 года здесь находились 661 человек, 170 домохозяйств и 131 семья.  Плотность населения —  11,1 чел./км².  На территории тауншипа расположено 175 построек со средней плотностью 2,9 построек на один квадратный километр. Расовый состав населения: 94,70 % белых, 0,76 % афроамериканцев, 1,36 % коренных американцев, 1,21 % азиатов, 0,30 % — других рас США и 1,66 % приходится на две или более других рас. Испанцы или латиноамериканцы любой расы составляли 8,02 % от популяции тауншипа.
Из 170 домохозяйств в 38,8 % воспитывались дети до 18 лет, в 67,6 % проживали супружеские пары, в 7,1 % проживали незамужние женщины и в 22,4 % домохозяйств проживали несемейные люди. 19,4 % домохозяйств состояли из одного человека, при том 7,1 % из — одиноких пожилых людей старше 65 лет. Средний размер домохозяйства — 2,88, а семьи — 3,29 человека.
32,5 % населения — младше 18 лет, 10,3 % — в возрасте от 18 до 24 лет, 25,7 % — от 25 до 44, 22,5 % — от 45 до 64, и 8,9 % — старше 65 лет. Средний возраст — 32 года. На каждые 100 женщин приходилось 122,6 мужчин.  На каждые 100 женщин старше 18 приходилось 120,8 мужчин.
Средний годовой доход домохозяйства составлял 44 688 долларов, а средний годовой доход семьи —  48 750 долларов. Средний доход мужчин —  32 083  доллара, в то время как у женщин — 25 500. Доход на душу населения составил 15 732 доллара. За чертой бедности находились 8,5 % семей и 12,2 % всего населения тауншипа, из которых 16,3 % младше 18 и 18,0 % старше 65 лет.